# Apfelberg
Apfelberg är en ort i kommunen Knittelfeld i distriktet Murtal i förbundslandet Steiermark i Österrike. Apfelberg var tidigare en självständig kommun, men blev den 1 januari 2015 en del av kommunen Knittelfeld. I kommunen ingick även orten Landschach.